# في. سي. شانون
في. سي. شانون هو سياسي أمريكي، ولد في 2 مايو 1910 في بورت جيبسون في الولايات المتحدة، وتوفي في 30 يناير 1989. نشط حزبياً في الحزب الديمقراطي. وقد انتخب عضو مجلس نواب لويزيانا ‏.